# Дівєєв Ігор Сергійович
Ігор Сергійович Дівєєв (рос. Igor' Diveev, нар. 27 вересня 1999, Уфа) — російський футболіст, захисник московського ЦСКА.
Виступав, зокрема, за клуб «Уфа», а також національну збірну Росії.

## Клубна кар'єра
Народився 27 вересня 1999 року в місті Уфа. У 2015–2018 роках грав за молодіжну команду «Уфи». 24 липня 2018 дебютував у першості ПФЛ за другу команду клубу, 26 серпня вийшов на заміну і зіграв першу гру в Прем'єр-Лізі в домашньому матчі проти «Зеніта» (0:2).
Влітку 2018 року потрапив в сферу інтересів лондонського «Арсенала». Клуб пропонував за гравця 500 тисяч фунтів, але «Уфа» відмовилася від пропозиції.
22 лютого 2019 року на правах оренди перейшов в ЦСКА. У сезоні 2018/19 провів за армійців 10 матчів. Орендна угода передбачала опцію подальшого викупу футболіста, і 31 травня 2019 року було оголошено про те, що ЦСКА викупив гравця «Уфи» Дівєєва і підписав з ним п'ятирічний контракт. Відразу ж після свого дебюту Дівєєв став стабільно виходити в основі і пропускав ігри тільки через пошкодження.
19 вересня 2019 забив свій перший гол за ЦСКА в ворота болгарського «Лудогорця» (1:5), відзначившись в рамках групового етапу Ліги Європи УЄФА 2019/20. Після матчу Дівєєв приніс уболівальникам вибачення за гру ЦСКА в матчі проти болгарської команди.
4 березня 2020 забив гол московському «Спартаку» в матчі 1/4 кубка Росії, в якому клуб Дівєєва поступився в додатковий час (2:3). 18 жовтня 2020 забив перший гол за ЦСКА в РПЛ, відзначившись у ворота московського «Динамо» (3:1).
18 листопада 2020 року в матчі за збірну Росії зламав ніс і отримав струс мозку, що не завадило йому зіграти в першому ж після перерви на ігри збірних матчі ЦСКА в чемпіонаті Росії 22 листопада проти «Сочі» (1:1).
5 грудня 2020 року став лауреатом премії «Перша п'ятірка», яка вручається кращому молодому футболістові Російської Прем'єр-ліги за підсумками календарного року.

## Виступи за збірні
2017 року дебютував у складі юнацької збірної Росії (U-19), загалом на юнацькому рівні взяв участь в 11 іграх, відзначившись одним забитим голом.
У 2019 дебютував у молодіжній збірній Росії. Взяв участь в 7 матчах молодіжної збірної у відбірковому циклі до чемпіонату Європи з футболу серед молодіжних збірних 2021, забив в цих матчах 3 голи. Після матчу з Болгарією 4 вересня 2020 року в ЗМІ з'явилися повідомлення, що Дівєєв отримав травму. Додаткове обстеження виявило у нього пошкодження двох м'язів правого стегна.
Учасник чемпіонату Європи серед молодіжних збірних 2021 року.
2 листопада 2020 року одержав виклик до національної збірної Росії. 12 листопада дебютував у збірній, зігравши в товариському матчі проти Молдови (0:0). 18 листопада в матчі Ліги націй проти збірної Сербії (0:5) отримав травму, був замінений після перших 45 хвилин гри. На наступний день обстеження показало, що у Дівєєва закрита черепно-мозкова травма, струс головного мозку та перелом кісток носа зі зміщенням.
11 травня 2021 року був включений до розширеного списку футболістів для підготовки до чемпіонату Європи 2020.
| Дата       | Місто   | Господарі | Результат | Гості    | Турнір                               | Голи | Примітки |
| ---------- | ------- | --------- | --------- | -------- | ------------------------------------ | ---- | -------- |
| 12-11-2020 | Кишинів | Молдова   | 0 – 0     | Росія    | товариський матч                     | -    |          |
| 18-11-2020 | Белград | Сербія    | 5 – 0     | Росія    | Ліга націй УЄФА 2020-2021 - 1-й етап | -    | 46'      |
| 1-6-2021   | Вроцлав | Польща    | 1 – 1     | Росія    | товариський матч                     | -    | 46'      |
| 5-6-2021   | Москва  | Росія     | 1 – 0     | Болгарія | товариський матч                     | -    | 50'      |
| Усього     |         | Матчів    | 4         |          | Голів                                | 0    |          |

## Титули і досягнення
- Володар Кубка Росії (2):

ЦСКА: 2022-23, 2024-25
- Володар Суперкубка Росії (1):

ЦСКА: 2025